# Frédéric Michel
Pour les articles homonymes, voir Michel.
Frédéric Michel est un lobbyiste et conseiller en communication et marketing politique (ou « spin doctor »).
Il a notamment été le principal lobbyiste du groupe de médias de Rupert Murdoch au Royaume-Uni, ce qui le conduit à être impliqué dans le Murdochgate en 2011. Il est de 2022 à décembre 2023 conseiller en stratégie et communication d’Emmanuel Macron.

## Biographie
Né à Poitiers, il est le fils d’un père professeur d’économie des universités, socialiste militant, et d’une mère enseignante en langues dans le secondaire. Il est diplômé de Sciences Po Bordeaux, titulaire d'une maîtrise en études européennes de l'université du Sussex et d'un MPhil de la London School of Economics, puis doctorant à l'Institut universitaire européen de Florence avec le ministère français des Affaires étrangères et la Commission européenne, où il a développé des recherches sur les réformes des retraites et de la gouvernance d'entreprise.

### Politique
Au niveau du militantisme politique, il devient un proche du Parti socialiste, qualifiant ce lien qu’il décrit comme « affectif », notamment en participant à la publication de l’ouvrage de Lionel Jospin Ma vision de l’Europe et de la mondialisation (Plon, 2001). Il collabore également avec Dominique Strauss-Kahn avant que la carrière de celui-ci ne soit interrompue par les scandales sur sa vie privée. Il soutient également la campagne de Ségolène Royal lors des élections régionales de 2004. Par la suite, il s’expatrie au Royaume-Uni, où il anime des travaux d'un think tank, Policy Network, qui vise à diffuser une idéologie travailliste de social-démocratie modernisée à travers l’Europe. Puis, il exerce à partir de 2003 dans un cabinet de communication, Reputation Inc., qui vise à assainir l’image publique et la communication de crise des cadres en difficulté.

### Lobbyiste pour BskyB
Entre 2009 et 2011, il est nommé directeur d’affaire au sein du groupe News Corp, de l’homme d’affaire australo-américain Rupert Murdoch, comme directeur des affaires publiques. Il est chargé de faire la liaison entre News Corp et les personnalités politiques britanniques. Trois ans après sa nomination, ce poste lui vaudra d'être impliqué lors du scandale des écoutes illégales du BSkyB.
Rupert Murdoch lance son projet d’OPA sur le groupe de télévision BSkyB  avec l'appui d'une campagne de lobbying auprès du gouvernement du Premier ministre britannique de l’époque David Cameron. Néanmoins, des e-mails compromettant entre Frédéric Michel et le ministre de la Culture, des Médias et du Sport de l’époque sont révélés publiquement et témoignent de l’absence de neutralité gouvernementale, indispensable pour un tel rachat.
En 2012, Frédéric Michel est auditionné lors de la commission judiciaire Leveson sur les pratiques des médias au Royaume-Uni, notamment sur les pratiques et l’éthique de la presse britannique, où il met à disposition ses e-mails et doit se justifier concernant ses échanges de SMS avec des membres du gouvernement. Il admet avoir eu une intense correspondance avec Jeremy Hunt, ministre de la Culture du gouvernement Cameron, et être « un adepte compulsif des SMS » en envoyant environ 800 SMS en quelques mois. Néanmoins, il affirme que certains messages sont d'ordre privé, concernant l'accouchement de leurs épouses respectives et concernant des sorties culturelles comme lors du concert du boys band britannique Take That le 4 juillet 2011. Il admet avoir été également en contact également avec Vince Cable. Après l’enquête, il est nommé « Directeur Europe, affaires publiques et communication » pour Teléfonica.
En France, Frédéric Michel parraine la naissance du média français Brut et rejoint le conseil d’administration des Inrocks, dirigé par le banquier d’affaires Matthieu Pigasse, en 2021.

### Conseiller spécial à l'Élysée
Après avoir été validé par la HATVP et Alexis Kohler, il est nommé conseiller spécial en communication et en stratégie à l’Élysée le 12 septembre 2022. Officiellement, sa mission principale vise à influencer l’opinion publique à travers les médias et les réseaux sociaux et à déterminer la stratégie de communication à l’international du président Macron.
La Voix du Nord relate que cette nomination contribue à une détérioration de l'image du président à l'international, notamment lors de son voyage officiel en Chine et une incapacité à proposer un récit officiel. Décrit comme avenant et proche de grands patrons, il organise la rencontre entre Emmanuel Macron et le milliardaire Elon Musk en décembre 2022.
Il peine toutefois à s'intégrer au sein de l'équipe présidentielle, où il lui est notamment reproché ses difficultés à se familiariser avec la politique d’un pays où il ne vit plus depuis 1995, de parler anglais et de ne pas proposer une stratégie de communication cohérente de l'action présidentielle.
Il démissionne le 14 décembre 2023 et rejoint MCH Group (en), un groupe suisse de marketing, opérateur de grands salons d’art contemporain,.